# A 6-os számú kórterem

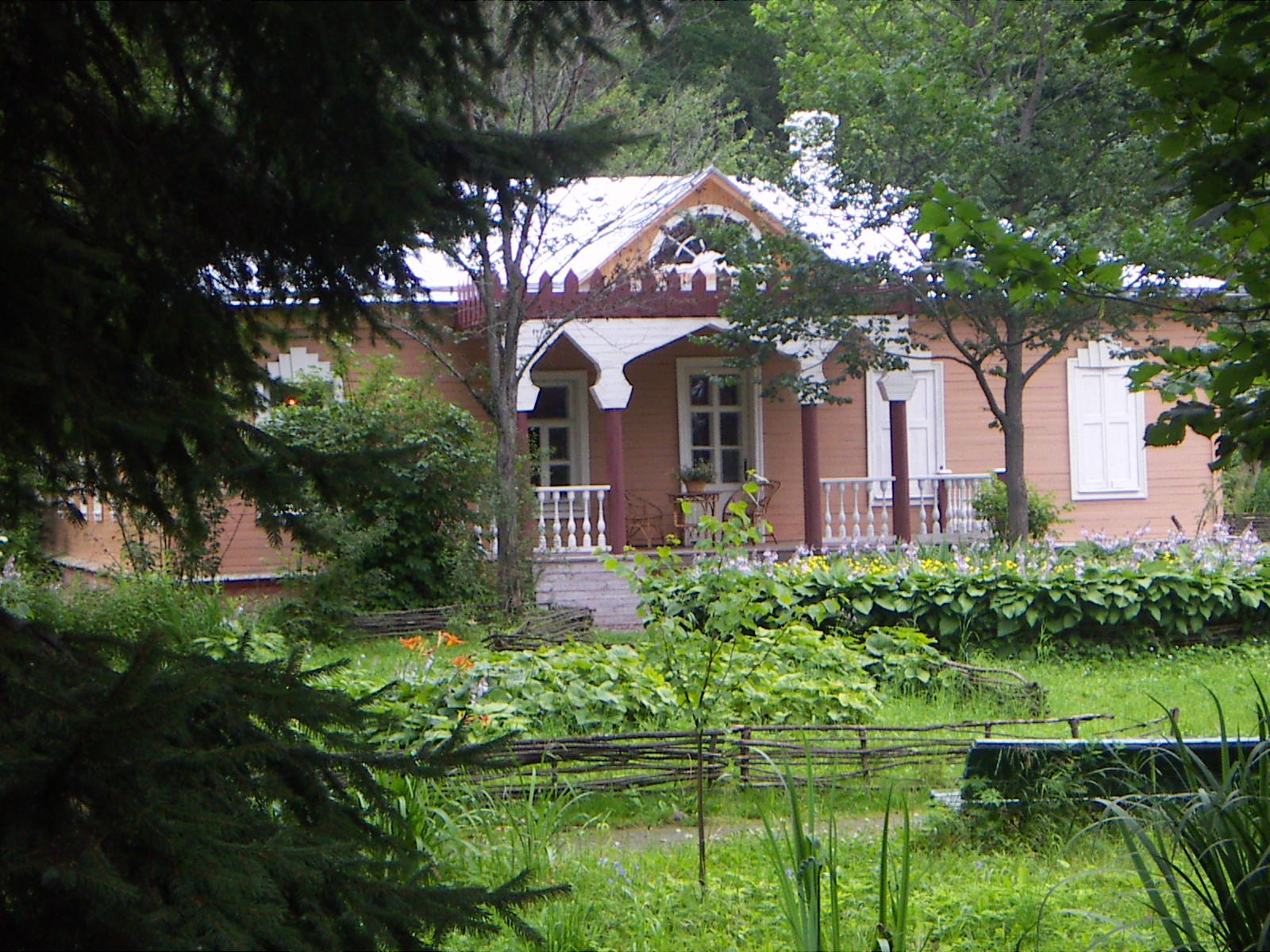
Csehovék háza Melihovóban (2005)

A 6-os számú kórterem (oroszul: Палата № 6) Anton Pavlovics Csehov egyik leghíresebb, 1892-ben megjelent elbeszélése. A viszonylag nagyobb terjedelmű elbeszélést szűkös cselekmény, gondosan árnyalt pszichológiai elemzés és az élet nagy kérdéseinek középpontba állítása jellemzi.
A történet Ragin doktor és betege, az üldözési mániában szenvedő Gromov nézeteinek ütköztetése, sorsuk párhuzamba állítása során bontakozik ki. Összecsapásuk és tragikus sorsuk alakulásának hátterében feltűnik a korabeli orosz kisváros keserű valósága.

## Keletkezése, megjelenése
Csehov prózában a kis irodalmi formák művésze volt, regényt nem írt. 1887-ben kezdődött alkotói korszakának elemző, összefoglaló műfaja a hosszabb elbeszélés (oroszul poveszty, ezt magyarra gyakran kisregénynek fordítják), később pedig a dráma.
A 6-os számú kórterem ötlete valószínűleg 1891 végén már megvolt. Az író egy évvel korábban érkezett haza Szahalinon, a „börtönsziget”-en tett utazásáról, ahol „még hatványozottabban érezte az ember kiszolgáltatottságát és az orosz mozdulatlanságot, amely elbeszéléseinek atmoszféráját egyre sűrűbbé, nyomasztóbbá tette…”. Az ottani tapasztalatok feldolgozása évekig foglalkoztatta. 1892 elején legalább három novellán dolgozott. Köztük volt a Száműzetésben című novella is, mely az utazás két epizódjából született; a szerző két szereplő vitájába sűrítve ebben is „a belenyugvás filozófiájával polemizál”. A 6-os számú kórteremben a szahalini útnak nincs közvetlenül látható nyoma, de közvetett hatása nyilvánvaló.
Csehov az elbeszélést 1892 márciusában, az éppen akkor megvásárolt birtokán, Melihovóban írta. Április végén a mű már nyomdában volt, de kiadása sokáig késett. Végül a Russzkaja Miszl (Orosz gondolat) című folyóirat 1892. novemberi számában jelent meg először, majd a következő évben egy gyűjteményes kötetben és önálló alakban is.
Ismeretes, hogy Csehov – mint elbeszélésének egyik hőse –, maga is orvos volt. Az orvos alakja több novellájában központi figura, drámáiban is sokszor feltűnik. Ez a műve még meg sem jelent, amikor nagy területen kolerajárvány tört ki. Az író-doktor 1892 nyarától kezdve Melihovóban rendszeresen betegeket fogadott és jelentős részt vállalt a közeledő járvány elleni védekezés megszervezésében (a járvány végül elkerülte azt a vidéket).

## Története
A 6-os számú kórterem egy orosz kisváros kórházának udvarán álló rozzant kis melléképület. Itt helyezik el az elmebetegeket. Mindenható ura Nyikita, az együgyű ápoló, aki rendszeresen ököllel veri a betegeket. A helyiség piszkos, elhanyagolt, mindent elönt a bűz. Ebbe a börtönhöz hasonló kórterembe, négy elmebeteg mellé zárták be a nemesi származású Ivan Dmitrijevics Gromovot, amikor néhány évvel korábban kitört rajta az üldözési mánia.
A kórház orvosa, Andrej Jefimics Ragin nem jár be ide. Már régóta elhanyagolja a gyógyítást és a kórház vezetését. Amikor húsz évvel korábban elfoglalta hivatalát, borzalmas állapotokat talált; meglepte a szörnyű elhanyagoltság, a piszok és a fertőzésveszély, a betegek kifosztása, a pénz és a felszerelés hiánya. Mindezt a városi vezetés is tudta, de eltűrte. Egy idő után az orvos úgy érezte, hogy egymaga úgysem tehet semmit, ilyen körülmények között gyógyításra nincs is lehetőség. Most már alig rendel, a vért látni sem bírja; a betegeknek fölír néhány egyszerű orvosságot, majd a rendelést átengedi a felcsernek. Ha problémával fordulnak hozzá, azt válaszolja: „Ez csak valami félreértés lehet…”. Könyvtárszobájába zárkózva sokat és érdeklődéssel olvas, délutánonként közhelyes társalgásokat folytat egyetlen barátjával, a földbirtokosból lett postamesterrel, aki mindig mindenben igazat ad neki. A két éve segéderőnek idehelyezett fiatal orvos, Hobotov is látja a lepusztulást. Nem szól, de szívesen átvenné főnöke helyét.
Egy napon Ragin doktor véletlenül benéz a 6-os számú kórterembe, és egyszerre szembekerül egymással a beteg Gromov, és az orvos, aki őt ide bezáratta. Gromov vad átkozódása fogadja és követelőzése, hogy engedjék ki. Az orvos higgadtan elmagyarázza, hogy ezt miért nem teheti. Hosszú, számára egyre érdekesebb beszélgetés alakul ki, és látogatásai néhány hónapon át folytatódnak.
Az elbeszélés központi része: a hősök vitája, többek között arról, hogy a gondolkodó ember a külső körülményektől függetlenül is találhat-e megnyugvást önmagában. Szembenállásukban két ellentétes felfogás: a sztoikus belenyugvás (a doktor), illetve a „reagálás”, a felháborodás joga, képessége (Gromov) fogalmazódik meg.

„– A meleg, kedélyes szoba és e között a kórterem között semmi különbség nincsen – mondta Andrej Jefimics. – A nyugalom és a megelégedés nem az emberen kívül van, hanem benne magában… A bölcs vagy egyszerűen a gondolkodó, elmélkedő ember éppen azzal tűnik ki, hogy megveti a szenvedést; mindig elégedett, és semmin sem csodálkozik.
– Ez annyit jelent, hogy én idióta vagyok: mert én szenvedek, elégedetlen vagyok, és csodálkozom az emberi aljasságon… Csak annyit tudok, hogy Isten engem forró vérből és idegekből alkotott, igen! És a szerves szövetnek, ha életképes, minden ingerre reagálnia kell. És én reagálok! A fájdalomra kiabálással és könnyel válaszolok, aljasságra felháborodással, ocsmányságra undorral. Szerintem éppen ez az, amit életnek hívnak. Minél alacsonyabb rendű a szervezet, annál kevésbé érzékeny, és annál kevésbé reagál az ingerre; minél magasabb rendű, annál fogékonyabb, és annál hevesebben reagál a külső valóságra… ”

– 10. fejezet. (Fordította Szőllőssy Klára.)

A kórházban elterjed Ragin látogatásainak „különös” híre. Három hónap múltán a fiatal Hobotov doktor véletlenül tanúja lesz egy beszélgetésnek, amint főnöke „édes barátjá”-nak, „okos ember”-nek nevezi az ápoltat, akivel „élvezet beszélgetni”. Ragint őrültnek kezdik nézni; pihenést javasolnak neki; egy városházi megbeszélésről kijőve utólag rájön, hogy ott az ő állapotát vizsgálgatták. Hobotov tanácsára egyetlen barátja, a postamester utazni hívja. Útitársa fecsegését, léha viselkedését visszafojtott indulattal viseli. Mire hazaér, állását már Hobotov doktor tölti be, szolgálati lakását át kell adnia, bérlakásba költözik. Félretett pénzét az utazás és a barátjának adott kölcsön (amit nem kap vissza) fölemésztette. Gyakran megjelenik nála Hobotov a nyugtatóival és a jószívű postamester a közhelyeivel. Ragin nem bírja tovább és egy alkalommal önuralmát elvesztve, üvöltve kidobja őket. Másnap elnézést kér a postamestertől, aki „Hobotov doktorral egyetértésben szívből kéri”, hogy gyógyulása érdekében feküdjön be a kórházba. Az orvosnak már mindegy, bármit tehetnek vele.

„– Kedves barátom, ne higgyen nekik! – suttogta kezét szívére fektetve. – Ne higgyen nekik! Be akarják csapni! Egész betegségem csak abból áll, hogy húsz év alatt ebben a városban csak egyetlen okos embert találtam, és az is őrült.”

– 16. fejezet. (Fordította Szőllőssy Klára.)

A beszélgetés után, még aznap este megjelenik Hobotov, becsalja kollégáját a 6-os számú kórterembe és szó nélkül ott is hagyja.
„Ez csak valami félreértés lehet…” – dünnyögi szokása szerint az orvos. Azután észreveszi, amit korábban nem látott: a kórterem vasráccsal ellátott ablakából a börtönépületre látni. „Íme a valóság! – gondolta és iszonyat fogta el.” Gromov előbb kárörvendő nevetéssel fogadja, de amikor Ragin kétségbeesve követelni kezdi, hogy engedjék ki, együtt tiltakozik vele, dörömbölve követeli a jogaikat. Nyikita, az ápoló beront és gorombán ütlegelve hallgattatja el őket. Ragin magába roskad, kénytelen beismerni élete teljes kudarcát: „Hogyan történhetett meg, hogy több mint húsz éven át ő, Andrej Jefimics nem tudott és nem is akart tudni erről?” Kétségbeesési roham tör ki rajta, lázadni, gyilkolni szeretne, majd eszméletlenül elterül. Másnap apátiába esik és ágyán fekve agyvérzésben meghal.

## Szerkezeti felépítése
Az elbeszélésben először sűrítve elénk tárul Gromov megbetegedésének lelki folyamata, majd utána Ragin beteggé nyilvánításának és teljes összeomlásának folyamata. Az író Gromov megbetegedésének történetét a doktor beteggé nyilvánításának történetével – részletezőbben és a társadalmi környezetre is kitekintéssel – lényegében megismétli, variálja. Az orvos sorsa azt is példázza, hogy Gromov félelmeinek, üldözési mániájának van reális alapja: a gondolkodó vagy másként gondolkodó ember vizsgálat nélkül beteggé nyilvánítható, vád és ítélet nélkül is bezárható.
Az elbeszélésnek szűkös a szorosabb értelemben vett cselekménye. Az események gyakran a háttérben, szinte csak mellékesen zajlanak. Előtérben a nézetek és gondolatok, a lelkiállapot változásai – a belső történések állnak.
- 1–4. fejezet

A kórterem és lakóinak bemutatása, súlypontban Gromov múltjával és betegsége történetével. A 4. fejezet azzal a „különös hír”-rel ér véget, hogy az orvos bejár a kórterembe. Hogy mi ebben a különös, azt egyelőre nem tudjuk meg: az éppen hogy elkezdődő történet félbeszakad és csak a 9. fejezetben folytatódik.
- 5–8. fejezet

Ragin doktor múltjának, mindennapjainak, önmagáról és a környezetéről való gondolatainak részletező leírása; a két mellékszereplő: a postamester (Mihail Averjanics) és a fiatal Hobotov doktor bemutatása. Gromov, a beteg itt egyáltalán nem szerepel.
- 9–11. fejezet

A történet lényegében csak most, Ragin első kórtermi látogatásával kezdődik, bár itt alig van esemény. A két főhős találkozásaiban Gromov alakja kerül előtérbe, a beszélgetéseket az ő nézetei uralják. Vitájuk állásfoglalásra ingerel, a fölvetett kérdésekre választ várnánk. Ám miután Hobotov doktor belehallgat a beszélgetésükbe (11. fejezet), ez a szál is félbeszakad. Az orvos nézeteinek tarthatatlanságát – majd csak a záró fejezetekben – saját tragikus sorsa bizonyítja.
- 12–16. fejezet

Ragin doktort őrültnek nézik, eltávolítják. A kórházon kívüli élet néhány epizódjában Ragin mellett fontos helyet kap barátja, a postamester, és a háttérben időnként felvillan Hobotov doktor alakja. Ragin élete ellehetetlenedik; az első komolyabb indulatkitörése után a 6-os kórterembe kerül. Gromov alakja ebben a részben is alig tűnik fel.
- 17–19. fejezet

A kórteremben a két szereplő korábbi szembenállása sorsközösséggé válik. Ragin doktor összeomlása és halála. Sorsa válasz a vitákban fölmerült, nyitva hagyott kérdésekre is: „Ragin sztoikus bölcselkedése a boldogságról, mely a körülményektől függetlenül bennünk él – teljes csődbe jut a 6-os kórterem bezárult ajtaja mögött…”

## Gromov és Ragin
A két főhős, Andrej Jefimics Ragin doktor és Ivan Dmitrics Gromov külső megjelenésben is és alaptermészetükben is egymás ellentétei. Gromov sovány, sápadt, betegségre hajlamos ember; ideges, gyanakvó, túlzásokra hajlamos. Ragin doktor magas, széles vállú, erős testalkatú, „de lépte halk és óvatos”; csöndesen és mindenkivel lesütött szemmel beszél. Tiltani, utasítani nem tud, csak udvariasan kérni.
Mindketten műveltek, sokat olvastak, egyetemre jártak. Ám Gromovnak abba kellett hagynia az egyetemet, hogy anyját eltartsa, miután apja egy börtönkórházban meghalt, és mindenüket elárverezték. A kisvárosban egy darabig iskolában tanított, anyja halála után bírósági végrehajtó lett. Ragin eredetileg papnak készült, de apja kérésére letett erről és elvégezte az orvosi egyetemet.
Közös vonásuk, hogy műveltségük következtében egyaránt nehezen viselték a város kulturálatlan, fojtó légkörét, ahol „még az úgynevezett értelmiség sem emelkedik a hétköznapi banalitás fölé.” De eltérő természetük és élettörténetük miatt ez ellentétes hatást váltott ki belőlük: Gromovot mániás beteggé tette, Ragint pedig közönyös belenyugvásra késztette.
Gromov egész valóját felháborította a műveletlenség, a kétszínűség, a szegények kiszolgáltatottsága és az erőszak. Egy alkalommal fegyveres őrök két rabot kísértek az utcán, és Gromovot hirtelen elfogta a rémület, hogy őt is bármikor börtönbe vethetik. Bár semmilyen bűne nem volt, „de rá is foghatják, no meg a bíróság is tévedhet”. Már mindent gyanúsnak talált, a rendőr puszta látványa vagy egy új hír is megrémítette. Rettegve gondolt arra, hogy félelmeinek valamilyen valós alapja is lehet. Szorongása egyre erősödött és fokozatosan betegséggé, üldözési mániává alakult át. Kihívták hozzá Ragin doktort, aki végül bezáratta a 6-os számú kórterembe.
Amikor Ragin doktor húsz évvel korábban a kórházba került, kezdetben keményen dolgozott, rendelt és operált, új eszközöket is beszerzett. Később megunta az egyhangú, általa immár haszontalannak tartott munkát és elhanyagolta. Higgadtan elfogadja a felháborító körülményeket, filozofálásba, könyvei közé és egy kis iszogatásba menekül. Tudja, hogy betegei a kórházban szenvednek, tudja, hogy a 6-osban Nyikita veri a betegeket; „Andrej Jefimics tudja, hogy a tudomány és a humanitárius eszmék mai fejlettsége mellett olyan gyalázat, mint a 6-os számú kórterem, igazán már csak a vasúttól kétszáz versztányira lehetséges, egy olyan isten háta mögötti városban, ahol a polgármester és valamennyi városatya írni-olvasni alig tudó iparos és kispolgár…” (7. fejezet.) Tudja magáról, hogy ő is „egy parányi részecskéje az elkerülhetetlen társadalmi rossznak”, de azzal hitegeti magát, hogy „nem magam vagyok az oka, hanem a kor”. A betegek száma nem csökken, a szenvedés az élet része, itt gyógyítani nem lehet, minek hát becsapni az embereket?! – gondolja. Különféle elméleteket gyártott magának, amelyeket Gromov hamisnak, sőt erkölcstelennek tart, és ezt nagy hangon az orvos arcába is vágja.
Gromov a kórteremben töltött idő alatt is megőrizte szellemi képességeit. Az orvossal folytatott mostani vitában elutasítja a közönyösséget, az élet szenvedélyes szeretetéről beszél, az elvont filozofálással szemben a valóságra hivatkozik. Alakjába itt ironikus vonások vegyülnek. Egyszer oda nem illőn, teátrálisan a boldog jövőt élteti, máskor mintha a szenvedés mártírjaként, az igazság bajnokaként akarna fellépni: „Maga nem ismeri a valóságot, és sohasem szenvedett, ellenben mint a pióca, mások szenvedésén élősködik. (…) Én magasabban állónak tekintem magamat önnél…”. Ragin a szembenállás helyett – „minden különbözőség mellett” – kettejük hasonlóságáról beszél és arról, hogy élvezi az okos ember társaságát. A róla alkotott véleményre csak annyit válaszol, hogy a jellemzést „ragyogónak” találja. Egyébként a vitában kisebb terjedelemmel vesz részt, nézeteit már korábban megismerhettük.
Ragin tragédiáját nem a Gromovtól hallott „leleplezés”, sok bíráló szó okozza, hanem „a vasúttól kétszáz versztányira” fekvő kisváros valósága, és tehetetlensége azzal szemben. Amikor látogatásai miatt őt is őrültnek nézik, új élethelyzetekbe kerül és rákényszerül, hogy változzon. A városházi beszélgetés után „először életében érzett sértődöttséget, felháborodást”. Elutazásával „egyszerre megszakítja az élet húsz éve megszokott, egyforma rendjét” (12. fejezet). Az utazás alatt bosszankodott, haragudott önmagára, gyötrődött. Érzelmei felélednek, indulatai támadnak és egyre erősebbek: „reagál”. Gromov szerint „éppen ez az, amit életnek hívnak”.
Csakhogy ez önmagában kevés. Ragin képtelen – nem tud vagy nincs is lehetősége – ellenállni. Az orvost megalázása felháborítja, de nem tiltakozik; utazása nyomasztja, de azt nem szakítja félbe; barátja kölcsönkérését nem tudja megtagadni, stb. Mindettől függetlenül sorsa már eldőlt: állása és lakása felmondásával kész helyzet elé állították. Húsz évi munka után elvárná ugyan, hogy nyugdíjat kapjon, de csak dohog magában. Az élet bosszúságain a régi eszmefuttatások már nem segítenek. Kirobbanó felháborodása sem segít, ellenkezőleg: csak sietteti a véget, és már amúgyis megadta magát. Végül szinte önként, szó nélkül sétál be börtönébe, a kórterembe (amit korábban ő maga nevezett „kis Bastille”-nak, – ez a magyar fordításból kimaradt).
A 6-os kórterembe bezárt orvost Gromov szokása szerint ellenségesen fogadja, fellengzősen „vérszívó”-nak nevezi. Ragin csak itt, már Gromovval összezárva fogalmazza meg nézetei és egész élete kudarcát. De szavait az őt állandóan „leleplező” Gromovra is vonatkoztatja:

„– Közönyös voltam és nemtörődöm. Bátran, értelmesen okoskodtam, de amint az élet durván megérintett, elveszítettem a bátorságomat… Megadtam magam… Gyávák vagyunk, tehetetlenek… Maga is, kedvesem. Maga okos, nemes szívű, az anyatejjel szívta magába a rajongást az emelkedett eszmék iránt, de alig lépett ki az életbe, megriadt és megbetegedett… Gyengék vagyunk, gyengék!”

– (18. fejezet.)

Nem csak abban hasonlók, hogy szellemileg a környezetük fölött állnak, hanem abban is, hogy ezzel a környezettel, az élet „durva érintésé”-vel szemben mindketten alul maradtak. Az orvos a kudarcba egy eszméletvesztéses roham után belehal. Halálának értelmetlenségét a lakonikus, részvétet vagy drámaiságot nélkülöző, „prózai” leírás hangsúlyozza. Gromov szerette volna, ha az élet valamilyen jutalmazással végződik, „megdicsőüléssel, mint az operában”, ehelyett az elmebetegek között tengeti tovább szerencsétlen életét.

## Fogadtatása, értékelések
A korabeli orosz kritika nagy többsége az elbeszélést kedvezően fogadta, de az értelmezések nagyon különbözőek voltak. Többen az író addig megjelent legjobb művének tartották (vagy hozzátették: az Unalmas történet után). Az elismerő kritikák a mű újszerűségét, gondolati mélységét, lélektani leírásainak hitelességét emelték ki.
Ilja Repin lelkesen üdvözölte Csehovnak küldött levelében. A véleményében általában szigorú Lev Tolsztojnak is nagyon tetszett. Csehov barátjának és kiadójának, A. Sz. Szuvorinnak nem volt jó véleménye róla, amire az író hosszú levéllel válaszolt. Nyikolaj Leszkovot az elbeszélés általánosító, szimbolikus jellege ragadta meg: „A 6-os számú kórteremben kicsiben benne vannak a mi szokásaink és jellemeink. Mindenütt 6-os számú kórterem van. Ez – Oroszország…”
Az elbeszélést gyakran értelmezték a közönyösség, a passzív szemlélődés elítéléseként, mások éppen ellenkezőleg: az író túlzottnak tartott objektivitását emelték ki. Volt, aki az erőszakmentesség filozófiájának kritikáját látta a műben (M. O. Menysikov), később mások kifejezetten Lev Tolsztoj egyes nézeteitől való elhatárolódást véltek benne fölfedezni. A korabeli elismerésekhez gyakran értetlenség is járult, főként az egyértelmű írói véleményt hiányolták kritikusai. Mivel egyik szereplő kijelentéseit sem lehet azonosítani a szerző véleményével, ezt hiányosságnak tartották. „A szerző egyszer sem mondja ki, hogy mi az elbeszélés központi gondolata, és hogy mi a véleménye a hőseiről” (A. M. Szkabicsevszkij). „Nem érthető, hogy Gromov viselkedését a szerző finom iróniával szemléli, vagy alakját valóban büszke mártírnak tartja… A szerző ezt önmagában sem tisztázta…” (N. K. Mihajlovszkij).
Jóval később, a szovjet korszakban az elbeszélésnek többnyire kritikai élét, leleplező erejét hangsúlyozták. Az a vélemény, hogy a mű talán a tolsztojánus tanokkal polemizál, sokáig fennmaradt.

### Hazai értékelések
Török Endre szerint szintetikus jellegű mű, „Az orosz századvég filozófiai-szimbolikus összefoglalása”. A befejezést – lényegében Leszkovval egybehangzóan – ő is szimbolikusnak tartja: „Oroszország roppant tébolydának hat…” – írta 1970-ben.
Rév Mária Csehov-monográfiájában egyenesen „filozófiai elbeszélés”-nek nevezi. Véleménye szerint „A 6-os számú kórterem az egész orosz irodalom tapasztalatának általánosítása és egyben Csehov saját [addigi] írói pályafutásának áttekintése.”
A csehovi „nagy, elemző, filozófiai kérdéseket fölvető elbeszélések” között említi Dukkon Ágnes és így összegzi: „…két, eltérő filozófiát képviselő, jobb sorsra érdemes ember tragédiája… Kettejük beszélgetése nemcsak „filozófiájuk” ellentéteit tárja föl, hanem sorsuk tragédiába fordulását: bár különbek környezetüknél, mégis áldozatul esnek a hitványságnak, aljasságnak, mégpedig saját téves előfeltételeik vagy sebzettségük miatt (az egyik, mert akkor sem száll szembe a Rosszal, amikor még megtehetné, a másik, mert idegrendszere nem tud megküzdeni a félelemmel).”

## Fordítások
Csehov életében az elbeszélést tizenkét európai nyelvre, többek között magyarra is lefordították, és magyarul kétszer jelent meg. Korszerű magyar nyelvű fordítását Szőllősy Klára készítette el.

### Magyarul
- A 6. számú kórterem  – Csehov A. A bűn. Elbeszélések. Bp., Magyar Hirlap kiadása, 1903
- Isten kertje  – Csehov A. Isten kertje. Ford. Iván I. Bp. Sachs Frigyes Kiadása, 1904
- A 6-os számú kórterem. Elbeszélések és kisregények. 1892–1895; ford. Devecseriné Guthi Erzsébet, Lányi Sarolta, Szöllősy Klára, jegyz. Bakcsi György; Magyar Helikon–Európa, Bp., 1974 (Csehov művei)

## Feldolgozások
- Az elbeszélésből Dömölky János 1975-ben fekete-fehér tévéfilmet készített, főbb szerepekben Mádi Szabó Gábor (Ragin doktor) és Kozák András (Gromov).[10]
- A mű alapján forgatta le a román rendező, Lucian Pintilie A hatos számú kórterem (Paviljon VI) című filmjét 1978-ban, Jugoszláviában, főbb szerepekben Slobodan Perović (Ragin) és Zoran Radmilović (Gromov).[11]